# Lh
Lh – dwuznak występujący w języku portugalskim. Oznacza dźwięk odpowiadający hiszpańskiemu ll i włoskiemu gl.